# كامل بدوي
كامل بدوي (1964-) مواليد مكة المكرمة، حصل على البكالريوس في الجغرافيا البشرية من جامعة أم القرى بمكة المكرمة عام 1989.
أعد موسوعة عالم الثعابين (أول موسوعة عربية عن الثعابين)، يعمل كمتعاون مع الدفاع المدني بمكة المكرمـة في الحالات الطارئة الخاصة بالثعابين .

## مؤلفات
موسوعة عالم الثعابين

أول موسوعة علمية عربية تغوص في أعماق هذا العالم الغريب على أسس علمية وتوجه ديني وتجارب معملية وتبحث في كل ماورد عن هذا العالم من خرافات وحقائق، لتخرد بنتائج موثوقة حول كنهه وطبيعته وكيفية التعامل معه والاستفادة منه مع تجنب مخاطر.
تحليل الشخصية عن طريق خط اليد

الجرافولوجي هو علم يعتمد على أسس وقواعد منهجية، وطريقة مثلى لتحديد السمات الشخصية وإمكاناتها في التواصل مع الآخرين، فعن طريق الكتابة بخط اليد يمكنك تحليل شخصيتك وشخصيات من حولك دون اللجوء إلى تقنيات التحليل السيكولوجي، فكل ما تحتاج إليه ورقة وقلم وتطبيق القواعد المنهجية التي يتضمنها هذا الكتاب لتعرف كل ما يتعلق بشخصيتك وشخصيات الآخرين وكيفية تواصلك مع من حولك.
اللهم أشف مرضانا

دعوة صادقة خالصة لتفهم طبيعة المرض والغاية منه في الدنيا والآخرة للعظة والعبرة وكيفية التعايش معه وأداء الفرائض الدينية وآداب عيادة المريض والأدعية الواردة بهذا الخصوص.
اللهم ارحم موتانا

لما كان الموت أمراً حتمياً وآية من آيات الله في خلقه كان لظاماً علينا أن نتطرق إلى كل ما يتعلق بواجبات الأحياء على الأموات من لحظة الموت حتى الوداع والفراق.

## وصلات خارجية
الموقع الرسمي للكاتب